# Het leven zoals het is
Het leven zoals het is is een Vlaamse documentaire- en realitysoapreeks die in 1998 op Eén debuteerde. Het was de eerste Vlaamse realitysoap.
Het programma filmt meestal één seizoen lang gewone mensen op een bepaalde locatie of tijdens het uitoefenen van een bepaald beroep. De makers registreren enkel wat er gebeurt en nemen zelf geen deel aan de gebeurtenissen. Tijdens de montage wordt er wel een voice-over aan de beelden toegevoegd.
De eerste reeks van "Het leven zoals het is" uit 1998 speelde zich af op een camping. In latere seizoenen filmde men onder meer in een kinderziekenhuis, een spoedgevallendienst in Genk, een autorijschool, bij de Antwerpse politie en op de luchthaven van Zaventem. Tijdens die laatstgenoemde reportage legden de programmamakers onverwacht het faillissement van Sabena vast en de ontgoocheling die dit bij de werknemers teweegbracht.
"Het leven zoals het is" won in 1998 De HA! van Humo.